# 1369
| 1369               |
| ------------------ |
| Dødsfald - Fødsler |
|                    |

| Gregoriansk kalender | 1369 MCCCLXIX           |
| Ab urbe condita      | 2122                    |
| Armensk kalender     | 818 ԹՎ ՊԺԸ              |
| Kinesiske kalender   | 4065 – 4066 戊申 – 己酉 |
| Etiopisk kalender    | 1361 – 1362             |
| Jødisk kalender      | 5129 – 5130             |
| Hindukalendere       |                         |
| - Vikram Samvat      | 1424 – 1425             |
| - Shaka Samvat       | 1291 – 1292             |
| - Kali Yuga          | 4470 – 4471             |
| Iransk kalender      | 747 – 748               |
| Islamisk kalender    | 770 – 771               |

Konge i Danmark: Valdemar 4. Atterdag 1340-1375
Se også 1369 (tal)

## Begivenheder
- Absalons Borg i København bliver revet ned af Hanseforbundet der var i krig med Valdemar Atterdag

## Født
- Jan Hus, tjekkisk reformator (død 1415).

## Dødsfald
- Ibn Batuta, en meget berejst mand, som har beskrevet diverse kulturer